# Сачма
Сачма (по често се използва мн.ч. „сачми“) ловна – снаряд за патрон във вид на малки метални топчета (понякога кубчета). Най-често със сачми се стреля от ловно гладкостволно оръжие.

## Производство

### Материали
Сачмите се отливат от чисто олово или с неголям примес към него от арсенов сулфид (аурипигмент), калай, антимон; също от стомана и бисмут.
Сплавта за английските сачми се състои от олово, около 0,2% арсен, която по-лесно се топи и заема сферична форма и е малко по-твърда от чистото олово. За получаването на сплавта към оловото се добавя метален арсен или негови серисти съединения: арсенов моносулфит (реалгар) или аурипигмент.
Използваните за направата на сачми токсични вещества (олово и др.) попадат в природата и отравят животните и рибите във водоемите. В много страни (Дания, Швеция, Финландия, Испания и др.) действат пълни или частични забрани за използването на боеприпаси, съдържащи олово.

### Леене
Разтопения метал се налива в меден „гевгир“ с отвори с диаметър от 0,07 до 0,5 mm, дъното на който е покрит със слой от, събиращ на повърхността си разтопеното олово. Капките олово стават по-големи, отколкото отворите и са с различна величина; най-големите номера сачми се отливат в железни калъпи. Леенето на сачми се извършва от височина 30 – 45 m (за охлаждането на оловните капки във въздуха) през железни решетки в резервоари, пълни с вода. Височината на падане на оловните капки може да се намали ако отдолу има изкуствен поток студен въздух.

### Сортиране
От водата самите отиват за сушене, а след това във въртящ се барабан, където дълго време се върти, за да се изтъркат малките неравности по повърхността на зърната. Изгладените сърна се изсипват на горния край на система от слабо наклонени плоскости: правилните кръгли зрънца се изтъркулват до долу, а неправилните рано или късно се изтъркулват встрани за претопяване.
Стандартизираните сачми се сортират през сито и след това окончателно се полират във въртящ се барабан с добавен графит. Ср. Spon’s „Workshop Receipts“ (3 Ser. by W. Lck. 1885).

## Спецификация на сачмите
Добрия боеприпас трябва да е плътна (без шупли), сферична, равна (добре сортирана) и твърда, за да се избегне отлагането на олово по ствола. Според големината на зърната сачмите се означават с номер, букви и черти (пръчици), като най-едрите сортове се наричат картеч, най-малкия – дунст. В Русия, Англия и Германия колкото по-малък е размера им, толкова по-голям е номера, с който се обозначава, в Швеция – обратно. Номерата на английските сачми са със стъпка през 0,25 mm диаметър на зърното: № 11 е 1,50 mm, № 6 (най-употребяван за лов на птици) – 2,75 mm и т.н. Тази скала е приета днес и във всички германски производители. Следва да се отбележи, че има сачми с размер 0 (В), 00 (ВВ) 4,5 mm (.177 дюйма), 000 (ВВВ) и те, независимо от нулевия номер, са най-едри. Най-добрите сачми за ловно оръжие се произвеждат в Англии от фирмата The Newcastle Chilled Shot, Walker’s Parker Hardened Shot, Lane and Neshsm. В Русия има около 12 завода за леене на сачми към края на 19 век.

### Размер на сачмите
Размери съгласно ГОСТ 7837 – 76
| Обозначение   | 12   | 11   | 10   | 9    | 8    | 7,5  | 7    | 6    | 5    | 4    | 3    | 2    | 1    | 0    | 00   | 000  | 0000 | 00000 | 000000 |
| Диаметър (mm) | 1.25 | 1,50 | 1,75 | 2,00 | 2,25 | 2,40 | 2,50 | 2,75 | 3,00 | 3,25 | 3,50 | 3,75 | 4,00 | 4,25 | 4,50 | 4,75 | 5,00 | 5.25  | 5.50   |

Извън Русия има други системи за класифициране. Например, в САЩ и Канада най-малкия размер би съответствала на 13-и номер (1 mm) по ГОСТ.

## Практическо използване
За снаряжаването на патроните сачмите се отмерват по тегло, по-рядко – по обем, понякога на брой зърна. За определяне на обема се използват употребляются месингови мерки с деления на английски унции или грамове. Броенето на зърната става с особена броилка, състояща се от метална пластина с вглъбнатини по нея (съответстващи на номера на преброяваните сачми) според числото на зърната в снаряда. Дъсчицата се пуска в съда със сачмите; зърната, които не са във вглъбнатините се изтръскват от нея с леко движение на ръката; онези, които са в тях през дупчица се изсипват в гилзата. При лов с пушка, зареждана откъм дулото, сачмите се носят в паласка във вид на торбичка или метален съд със специална автоматична мярка, която изсипва в оръжието точно по обем количество сачми. Обикновено, благодарение на облака сачми, който се образува при изстрела, дивеча се уцелва лесно.